# Mirko Krstičević
Mirko Krstičević (Šibenik, 5. listopada 1948.) hrvatski glazbenik i skladatelj. Najpoznatiji je kao utemeljitelj i član bivše rock skupine Metak. Živi i radi u Splitu.
Skladao je glazbu za stotridesetidvije kazališne predstave, glazbu za četrdeset i pet filmova, trideset skladbi za solo instrumente. Skladao je četiri opere. Autor je aranžmana i orkestracija za sto i pedeset skladbi. Napisao je dvadeset i tri skladbe za solo instrumente. Skladao je četrdeset i dvije skladbe popularne i rock glazbe. Producirao je dvanaest albuma.

## Životopis
U Split je doselio iz Šibenika 1957. godine.
Teoriju glazbe je diplomirao na Pedagoškoj akademiji u Splitu, a potom i na Muzičkoj akademiji u Sarajevu. Kompoziciju je studirao kod Mladena Pozajića i M. Špilera. Kraće vrijeme djeluje kao srednjoškolski pedagog, nakon čega stječe status slobodnog umjetnika.
Suosnivač je splitskog glazbenog studija Tetrapak. Prva skupina koju je osnovao bila je rock skupina Che, koja je izvodila vlastite pjesme, u kojoj je svirao bas gitaru. Osnovana je na ljeto 1969. godine.
Zajedno s Rankom Bobanom i Momčilom Popadićem na proljeće 1978. godine u Prigradici na Korčuli osniva skupinu Metak. U skupini je autor pjesama i tekstova, a svira i bas gitaru.
Od 2000. do 2008. surađuje s Turističkom zajednicom grada Splita na projektu „Šušur po gradu“ osmišljavajući i organizirajući stotinjak glazbenih i kulturnih događaja godišnje.
Od 2004. do 2007. tajnik je Splitskog filharmonijskog društva.
Godine 2007. osniva Splitsko društvo za suvremenu glazbu Splithesis kojeg sačinjavaju sedam splitskih skladatelja suvremene glazbe, dvanaest glazbenika i dirigent.
Godine 2015. osniva vlastiti orkestar The highway to Well family, kojeg čine četrnaest glazbenika i tri pjevača.
Kao skladatelj, glazbenik i aranžer surađuje s mnogim rock i pop sastavima i izvođačima.
Skladbe su mu izvođene u desetak zemalja. Redovni je član Hrvatskog društva skladatelja i Hrvatskog društva filmskih djelatnika.
Godine 2021. osniva Umjetničku organizaciju ARTHESIS za suvremenu glazbu i likovnu umjetnost.
Godine 2024. objavljuje LP "All and nothing at all" izbor iz svoje filmske i scenske glazbe 1978. – 1988. (u izdanju "Fox & His Friends")

## Djela

### Opere
- 1997. Krvava svadba -operni mjuzikl
- 1999. Halugica, pjev(a)na igra s figurama i maskama
- 2018. Atlantida – Legenda o Dan'zoru, pjev(a)na igra s figurama i maskama
- 2020 Atlantida II - Lu'blis Kaoamos (legenda o Sunčevom junaku)

### Komorne skladbe
- Španjolski ples za simfonijski orkestar, gitaru i sempler
- Mekriles, verzija za gudače prema slikama E. Muncha Melankolija, Krik i Ples života
- Mekriles, verzija za gudački kvartet
- Ciklus Fragmenti o vremenu kad su ptice, životinje i stabla govorili (Novalis):
- Fragment br. 174, verzija za gudače /gudački kvartet
- Fragment br. 205, verzija za klavir i gudače
- U srcu Narnije, verzija za glasovir, vibrafon, zvončiće i gudače
- Naš život nije san — ali treba biti i možda će biti za instrumentalni ansambl 2008.
- Šum jutarnjih zvijezda, tri minijature za instrumentalni ansambl 2008.
- Stipa Felix, za instrumentalni ansambl 2009.
- Pazi, Metla!, za instrumentalni ansambl 2009.
- Once upon a time in Paris, za klarinet, violončelo i klavir 2010.
- Do not fear! you’re not alone!, za sopran i projekt Splithesis 2010.
- Ubuntu - ja jesam jer mi jesmo, za klavirski kvintet 2023.

### Vokalno instrumentalne skladbe
- Svečana pjesma, za dva soprana, tenor, bariton, mješoviti zbor i simfonijski orkestar (J. Fiamengo)
- Jutarnja molitva, za mješoviti zbor i gudače (Stari zavjet)
- Himna br. 2, verzija za bariton i glasovir (Novalis)
- Himna br. 2, verzija za bariton, glasovir i gudače
- Ciklus Fragmenti… O vremenu kad su ptice, životinje i stabla govorili (Novalis)
- Fragment br. 15, za gudače, komorni mješoviti zbor, flautu, klavir, klavijature i udaraljke
- Fragment br. 257, za gudače, komorni mješoviti zbor, klavir, klarinet, klavijature i udaraljke
- Fragment br. 261, za gudače, komorni mješoviti zbor, klavir, klavijature i udaraljke
- Fragment br. 266, za gudače, komorni mješoviti zbor, obou, klavir, klavijature i udaraljke
- Fragment br. 205 za gudače, komorni mješoviti zbor, klavir, udaraljke
- The highway to Well family, snimljen a neobjavljeni CD za vokale i komorni rock orkestar, 2023/24

Skladbe za solo instrumente
- U srcu Narnije, za klavir solo
- About the time He walked around, pet skladbi za gitaru solo, (2014.)
- Fragment 205, za klavir solo

### Mjuzikl
- Ježeva kućica, dječji mjuzikl
- Noina arka, dječji mjuzikl

### Scenska glazba
- Heraklo (M. Matković), 1977.
- Marinkove pupomanske festivalije, lutkarska igra (I. Tolić), 1978.
- Igra biografijom (M. Frisch), 1979.
- Ivica i Marica, strip drama (Sršen/Gozze), 1979.
- Mefisto (K.Mann), 1983.
- Strah i nada SR Njemačke (F.X. Kroetz), 1986.
- Trojanskog rata neće biti (J. Giraudoux), 1986.
- Novela od Stanca (M. Držić), 1987.
- Palikuće (M.Frisch), 1988.
- Gorke suze Petre von Kant (R.W. Fassbinder), 1989.
- Pustolov pred vratima (M. Begović), 1990.
- Tomislav i Adriana (H. Hitrec), 1993.
- Povijest Splita (J. Boko), 1995.
- Prvi hrvatski sabor, poetski recital, 1996.
- Božić u našu kaletu (V. Kljaković), 1996.
- Kako je izdan Isus (I. A. Nenadić), 1996.
- Posljednja noć karnevala (C. Goldoni), 1996.
- Prvi dan maloga Pipa (D. Adam), 1996.
- San Ivanjske noći (W. Shakespeare), 1996.
- Zar baš moram? (D. Adam), 1996.
- Zeko traži mamu (D. Adam), 1996.
- Povijest Splita II (J. Boko), 1997.
- Ajant (Sofoklo), 1998.; Pipo i prijatelji (D. Adam), 1998.
- Kate Kapuralica (V. Stulli), 2002.
- Ježeva kućica (B. Ćopić), 2003.
- Pipo i Pipa u l.a (D. Adam), 2003.
- Itd....

### Filmska glazba
- Put oko svijeta, glazba za dječju tv seriju (4 epizode) (I. Tolić), 1977.
- Ljuba par lui même (S. Pavić), 1979.
- Vodovod (T.Crvelin), 1980.
- Izgnanstvo (I.Martinac), 1982.
- Jugoplastika (B. Žižić), 1982.
- Ceste Dalmacije (T. Crvelin), 1982.
- Vrijeme heroja (A. Stasenko), 1982.
- I. L. Lavčević (T. Crvelin), 1982.
- Pucari (M. Sršen), 1983.
- Sve i ništa (I.Martinac) 1983.
- Čovjek s ulice (I. Bošnjak), 1983.
- Riviera (T. Crvelin), 1984.
- Solaris (T. Crvelin), 1984.
- Dok Trogir (I. Bošnjak), 1985.
- Iž (T. Crvelin), 1985.
- Ljubav u sarkofagu (I. Bošnjak), 1985.
- Pedeset godina poslije (I. Bošnjak), 1985.
- Babina (N. Blaić) 1986.
- Brodosplit (L. Zafranović),  1986.
- BIS (I. Bošnjak), 1986.
- Kuća na pijesku (I.Martinac), 1986.
- Marjuča ili smrt (V. Kljaković), 1987.
- Riviera Kardeljevo (T. Crvelin), 1989.
- Brodosplit II (L. Zafranović), 1989.
- Viking line (L. Zafranović), 1990.
- Pedeset godina košarke u Splitu (I. Bošnjak), 1995.
- Itd...

## Vanjske poveznice
- HDS, Hrvatsko društvo skladatelja
- ZAMP, baza autora
- Discogs